# Olethreutes schulziana
Olethreutes schulziana is een vlinder uit de familie van de bladrollers (Tortricidae). De wetenschappelijke naam van de soort is voor het eerst geldig gepubliceerd in 1777 door Fabricius.